# رئیس کمیته نظامی ناتو
رئیس کمیته نظامی ناتو (انگلیسی: Chair of the NATO Military Committee) ارشدترین جایگاه در کمیته نظامی ناتو است که به شورای آتلانتیک شمالی در مورد سیاست‌ها و استراتژی نظامی مشاوره می‌دهد. رئیس کمیته نظامی ناتو سخنگوی ارشد نظامی این اتحاد ۳۲ کشوری و مشاور اصلی دبیرکل است و یکی از مقامات ارشد ناتو، در کنار دبیرکل و فرمانده عالی متفقین اروپا است. جانشین رئیس، به معاون دبیرکل مشاوره می‌دهد و به عنوان نماینده اصلی هماهنگی امور هسته‌ای، بیولوژیکی و شیمیایی برای کمیته نظامی فعالیت می‌کند، به رئیس کمیته کمک می‌کند.
این سمت نخستین بار در سال ۱۹۴۹ تعریف شد و نخستین رئیس کمیته نظامی ناتو ژنرال عمر بردلی بود. رئیس فعلی کمیته نظامی ناتو دریابد جوزپه کاوو دراگون، رئیس سابق ستاد دفاعی ایتالیا است که در ۱۷ ژانویه ۲۰۲۵ این سمت را برعهده گرفت.